# Alhassane Sylla
Alhassane Sylla (* 24. August 1995 in Dakar) ist ein senegalesischer Fußballspieler.

## Karriere

### Verein
Sylla begann seine Karriere beim Diambars FC, für den er bis 2017 spielte. Zur Saison 2017/18 wechselte er nach Portugal zum Zweitligisten União Madeira. Sein Debüt in der Segunda Liga gab er im August 2017, als er am vierten Spieltag jener Saison gegen den Gil Vicente FC in der Startelf stand. Im Januar 2018 erzielte er bei einer 4:2-Niederlage gegen Académica de Coimbra sein erstes Tor in der zweithöchsten portugiesischen Spielklasse. Bis Saisonende kam er zu 27 Einsätzen für Madeira, in denen er ein Tor erzielte. Zu Saisonende musste er mit dem Verein jedoch aus der Segunda Liga absteigen.
Daraufhin wurde er zur Saison 2018/19 an den Zweitligisten FC Famalicão verliehen. Für Famalicão kam er in jener Saison zu 13 Einsätzen, in denen er ohne Torerfolg blieb. Zu Saisonende konnte er mit dem Verein als Vizemeister in die Primeira Liga aufsteigen.

### Nationalmannschaft
Sylla nahm 2015 mit der senegalesischen U-20-Auswahl an der Afrikameisterschaft teil. Beim Heimturnier belegte er mit seiner Mannschaft den zweiten Rang, im Finale unterlag man Nigeria. Sylla kam während des Turniers zu vier Einsätzen. Durch den zweiten Platz bei der Afrikameisterschaft nahm man in jenem Jahr auch an der WM teil, bei der man den vierten Platz belegte. Sylla kam in allen sieben Spielen über die volle Distanz zum Einsatz und erzielte ein Tor.
Im selben Jahr nahm er auch mit der U-23-Mannschaft an der Afrikameisterschaft teil. Dort belegte er mit dem Senegal den vierten Platz, Sylla kam während des Turniers zu einem Einsatz. Im Februar 2016 debütierte er für die A-Nationalmannschaft, als er in einem Testspiel gegen Mexiko in der 89. Minute für Chérif Sané eingewechselt wurde.